# Жильбер де Бурбон-Монпансье
Жильбер де Бурбон (1443 — 15 октября 1496, Поццуоли) — французский дворянин, граф де Монпансье и дофин Оверни и граф де Клермон с 1486 года, вице-король Неаполитанского королевства с 1495 года, старший сын Людовика I де Бурбона, графа де Монпансье, от второго брака с Габриелой де Ла Тур.

## Биография
Жильбер был старшим сыном Людовика I де Бурбона (умер в 1486), графа де Монпансье с 1434 года, дофина Оверни и графа де Клермон с 1428 года, графа де Сансер в 1436—1451 годах, от второго брака с Габриелой де Ла Тур (ум. в 1486), дочери Бертрана V де Ла Тур, графа Оверни и Булони, и Жакетты дю Пеши.
В 1471 и 1475 годах молодой Жильбер де Бурбон в составе королевской армии участвовал в боях против герцога Бургундии Карла Смелого.
В мае 1486 года после смерти своего отца Жильбер де Бурбон унаследовал титулы графа де Монпансье, дофина Оверни и графа де Клермона.
В 1488 году во время войны регентши Анны де Боже с герцогом Бретонским Франциском II Жильбер де Бурбон сохранил верность короне Франции.
В 1489 году руководил обороной графства Руссильон от войск короля Арагона Фердинанда I Католика.
В 1495 году французский король Карл VIII назначил Жильбера де Монпансье вице-королём Неаполитанского королевства. В октябре следующего 1496 года Жильбер скончался в Поццуоли (Кампания).

## Семья и дети
Жена: с 24 февраля 1482 года Кьяра Гонзага (1 июля 1464 — 2 июня 1503), дочь Федерико I Гонзага, маркиза Мантуи, и Маргариты Баварской. Дети:
- Луиза де Бурбон (1482—1561), герцогиня де Монпансье]] с 1538 года; 1-й муж: с 1499 года Андре III де Шовиньи (ум. 1503), виконт де Броссе; 2-й муж: с 1504 года Людовик де Бурбон-Вандом (1473—1520), принц де Ла-Рош-сюр-Йон.
- Людовик II де Бурбон (1483—1501), граф де Монпансье, дофин Оверни и граф де Клермон с 1496 года.
- Карл III де Бурбон (1489—1527), граф де Монпаньсье, дофин Оверни и граф де Клермон с 1501 года, герцог де Шательро с 1515 года, герцог де Бурбон, граф де Клермон-ан-Бовези, граф де Форе и Ла Марш в 1505—1525 годах, князь де Домб в 1505—1523 годах, коннетабль Франции в 1515—1523 годах.
- Франсуа де Бурбон (1492—1515), герцог де Шательро с 1515 года.
- Рене де Бурбон (1494—1539), дама де Меркёр; муж: с 1515 года Антуан II Добрый (4 июня 1489 — 14 июня 1544),  герцог Лотарингии с 1508 года.
- Анна де Бурбон (1495—1510).